# Ningpói metró
A Ningpói metró (egyszerűsített kínai írással: 宁波轨道交通, hagyományos kínai írással: 寧波軌道交通, pinjin: ) Kínában található Ningpo városban és vonzáskörzetében. A metróhálózat hossza 2024. áprilisában 185,3 km, a metróvonalak száma 5 és az állomások száma 127 volt. Éves utasforgalma 167 220 000 fő (2019). Az első vonal 2014. május 30-án nyílt meg.

## Forgalom
Az utasforgalom az elmúlt években az alábbi módon változott:
| 2017 | 112 300 000 |
| 2019 | 167 220 000 |